# Яндыки (станция)
Яндыки́ — железнодорожная станция Астраханского отделения Приволжской железной дороги на линии Астрахань — Кизляр (линия не электрифицирована). Названа по одноимённому посёлку (бывшее название Разъезд № 6). Через станцию проходят поезда дальнего следования на Москву, Махачкалу, Грозный, Баку, Волгоград, Харьков. Осуществляются пригородные перевозки на Астрахань II, Олейниково.

## История
Станция открыта в 1942 году в составе железнодорожной линии Астрахань — Кизляр. До 1996 года относилась к Северо-Кавказской железной дороге.
28 июля 2004 года открылась железнодорожная ветка Яндыки — Порт Оля, и станция стала узловой.

## Деятельность
Коммерческие операции, выполняемые на станции:
- продажа пассажирских билетов не производится;
- посадка и высадка на поезда местного и пригороднего сообщений;
- повагонные и мелкие грузовые отправления (коммерческие);
- приём и выдачу грузовых вагонов, загружаемых в местах необщего пользования[2].

По станции производится остановка 1 пары пригородного поезда Астрахань II — Артезиан и большинства пассажирских поездов, следующих по линии Астрахань — Кизляр. Также станция осуществляет транзит железнодорожных грузов, следующих в порт Оля.

## Дальнее сообщение
| № поезда | Маршрут движения    | № поезда | Маршрут движения    |
| -------- | ------------------- | -------- | ------------------- |
| 301      | Грозный — Волгоград | 302      | Волгоград — Грозный |